# Patria y Vida

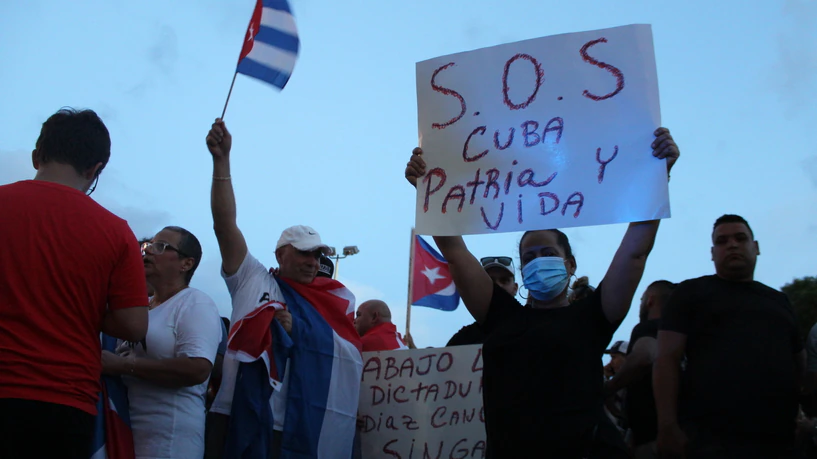
Demonstrant in Miami hält ein Protestschild mit der Aufschrift „SOS Kuba, Patria y Vida“ hoch

Patria y Vida ist ursprünglich ein am 17. Februar 2021 erschienenes Lied der kubanischen Musiker Yotuel, Gente de Zona und Descemer Bueno. Als Gastmusiker fungierten Maykel Osorbo und El Funky. Nur 72 Stunden nach der Veröffentlichung hatte das Lied schon mehr als eine Million Abrufe.
Patria y vida bedeutet „Vaterland und Leben“ und stellt einen Gegenentwurf zum  von Fidel Castro geprägten Revolutionslogan Patria o muerte („Vaterland oder Tod“), den vor allem die jüngere Generation Kubas für abgedroschen hält. Der neue Slogan ging schnell viral in den Sozialen Medien und wurde zum Mantra der landesweiten Anti-Regierungsproteste im Juli 2021. Die kubanische Regierung versuchte zunächst argumentativ dagegen vorzugehen. Danach versuchte man, das Lemma für sich zu vereinnahmen, Kubas Präsident Miguel Díaz-Canel schrieb auf Twitter „Vaterland und Leben ist eine unserer Überzeugungen“, was jedoch nicht gelang.
Der eingängige Refrain des Liedes geht so: „Keine Lügen mehr / Mein Volk bittet nach Freiheit, keine Doktrinen mehr / Wir rufen nicht mehr ‚Vaterland oder Tod‘, sondern ‚Vaterland und Leben’“ (spanisch „No más mentiras / Mi pueblo pide libertad, no más doctrinas / Ya no gritemos patria o muerte sino patria y vida“)
Bei den größten kubanischen Anti-Regierungs-Protesten seit der Revolution im Jahr 1959, welche sich im Juli 2021 ereigneten, wurde endgültig klar, dass dieser Slogan weite Teile der kubanischen Bevölkerung erreicht hatte. Daraufhin wurde der Spruch als „potentiell zersetzend“ eingestuft und strafbewehrt. Doch aus der Welt schaffen konnte man den Slogan damit nicht. Auch bei den darauffolgenden Protesten wurde diese Parole immer wieder skandiert.
Während eines CELAC-Gipfels am 18. September 2021 in Mexiko zitierte der uruguayische Präsident Luis Lacalle Pou folgenden Satz aus dem, so seine Worte, „sehr schönen Lied“: (spanisch „Que no siga corriendo la sangre por querer pensar diferente, ¿quién les dijo que Cuba es de ustedes? si mi Cuba es de toda mi gente“ ‚„Auf dass kein Blut mehr fließe, bloß weil man anders denken möchte! Wer sagte euch, Kuba gehöre euch? Ja, mein Kuba gehört allen meinen Leuten“‘) Kubas Präsident erwiderte daraufhin, Lacalle hätte einen sehr schlechten Musikgeschmack. Außerdem sei das Lied eine Lüge, eine Konstruktion von ein paar Künstlern gegen die kubanische Revolution.
Das Lied gewann den Latin Grammy 2021 in den Kategorien „Lied des Jahres“ und „Bestes urbanes Lied“. Das Musikmagazin Rolling Stone liste das Lied auf Platz 30 unter den besten 50 Songs des Jahres 2021. Auch Ex-US-Präsident Barack Obama, der 2014 eine Tauwetterperiode in den kubanisch-amerikanischen Beziehungen einläutete, stellte das Lied auf die Liste seiner Lieblingslieder des Jahres 2021. Am 16. Dezember 2021 überschritt der Song auf YouTube die Marke von 10 Millionen Reproduktionen. Im August 2022 wurden die Autoren des Liedes mit der Friedensmedaille der Latin Songwriters Hall of Fame ausgezeichnet.
Während „El Funky“ alias Eliécer Márquez Duany Ende Oktober 2021 aus Kuba nach Miami ausreisen durfte, möglicherweise ohne das Recht der Wiederkehr in sein eigenes Land, sitzt Maykel Osorbo seit Mai wegen angeblicher Anstiftung zu öffentlicher Unruhe und Widerstand gegen Polizeibeamte in Haft.
2023 erschien ein von Yotuels Ehefrau Beatriz Luengo gedrehter Dokumentarfilm Patria y Vida: The Power of Music, welcher im März desselben Jahres beim Miami Film Festival uraufgeführt wurde. Darin erzählt sie, teils autobiografisch, die Geschichte des Liedes und die Hintergründe des Freiheitskampfes der kubanischen Opposition.

## Filme
- Patria y Vida: The Power of Music bei IMDb, Dokumentarfilm, Spanien 2023